# Visby Sogn (Thisted Kommune)
 For alternative betydninger, se Visby Sogn. (Se også artikler, som begynder med Visby Sogn)
Visby Sogn er et sogn i Sydthy Provsti (Aalborg Stift).
Visby Sogn hørte til Hassing Herred i Thisted Amt. I 1800-tallet havde Visby Sogn Heltborg Sogn i Refs Herred som anneks. Visby-Heltborg sognekommune blev ved kommunalreformen i 1970 indlemmet i Sydthy Kommune, som ved strukturreformen i 2007 indgik i Thisted Kommune.
I Visby Sogn ligger Visby Kirke.
I sognet findes følgende autoriserede stednavne:
- Visby (bebyggelse, ejerlav)
- Visbyå (bebyggelse)